# Nicholas Galitzine
Pour les articles homonymes, voir Galitzine.
Nicholas Galitzine, né le 29 septembre 1994 à Hammersmith, dans le Grand Londres, en Angleterre, est un acteur et chanteur britannique.
Il se fait connaître, en 2016, grâce à son rôle dans le film de danse américain Free Dance, puis dans le film dramatique irlandais Un beau petit diable. En 2019, il devient l'un des personnages principaux de la série télévisée Chambers, diffusée sur le service Netflix.
Après avoir joué dans le film The Craft : Les Nouvelles sorcières (2020), il est à l'affiche du film musical Cendrillon (2021) puis du film dramatique Nos cœurs meurtris (2022) et des comédies romantiques My Dear F***ing Prince (2023) et L'Idée d'être avec toi (2024).

## Biographie

### Jeunesse
Nicholas Galitzine naît en Grande-Bretagne, il grandit à Londres dans le quartier Hammersmith, en Angleterre. Son père, Geoffrey, est un entrepreneur et financier. Sa mère, Lora Maria (née Papayanni), est gréco-américaine. Il a une grande sœur, Lexi, décoratrice d’intérieur et illustratrice.
Ses ancêtres sont tous britanniques. Il n'a aucun lien de parenté avec la célèbre famille princière russe du même nom. Son grand-père a changé son nom d'Edward Ralph Alexander Tier en Edward Ralph Alexander Galitzine le 9 avril 1956.
Enfant, il pratique le rugby. Il a également participé à des compétitions sportives au niveau national. Après le lycée, il étudie au Dulwich College, toujours à Londres. Plus tard, il rejoint la compagnie junior du théâtre Pleasance Islington à Islington,.
Entre deux castings, il enchaîne les petits boulots de serveur ou vendeur, dont dans une boutique de yaourt glacé où il a côtoyé Simone Ashley, future star de La Chronique des Bridgerton.

### Carrière
En 2014, Nicholas Galitzine commence sa carrière, en jouant dans le film musical The Beat Beneath My Feet avec Luke Perry. Il chante certaines chansons du film et de sa bande originale. L'année suivante, il apparait dans un épisode de la série télévisée Legends. Il est également nommé Star de demain par le magazine britannique Screen International.
En 2016, il est à l'affiche du film de danse américain Free Dance dans lequel il joue un jeune violoniste. La même année, il joue un étudiant homosexuel dans le film dramatique irlandais Un beau petit diable, qui sera nommée cinq fois à la 15e cérémonie des Irish Film and Television Awards.
En 2017, il joue dans le film fantastique néo-zélandais The Changeover, puis dans le téléfilm Ne vous promenez pas dans les bois..., réalisé par l'actrice Melissa Joan Hart et avec Anjelica Huston.
En 2019, il interprète son premier grand rôle dans lequel il incarne Eliott un garçon borderline, frère jumeau de Becky, la sœur décédée dans la série télévisée Chambers, diffusée sur le service Netflix, qui au terme de sa première saison ne sera pas renouvelée. L'année suivante, il interprète Timmy Andrews, un lycéen bisexuel, dans le film fantastique The Craft : Les Nouvelles sorcières. Il s'agit d'une suite du film culte Dangereuse Alliance.
En 2021, il interprète le rôle du prince Robert dans le film musical Cendrillon de Kay Cannon (en) produit par James Corden, où il partage l'affiche avec Camila Cabello. Le film est mis en ligne le 3 septembre 2021 sur le service Prime Video.
En 2022, il partage avec Sofia Carson l'affiche du film romantique Nos cœurs meurtris (Purple Hearts) d'Elizabeth Allen Rosenbaum, adapté du roman du même nom de Tess Wakefield, mis en ligne le 29 juillet 2022 sur le service Netflix. La même année, il lance sa carrière musicale en sortant un single intitulé Comfort.
En 2023, il interprète le rôle du prince Henry dans la comédie romantique My Dear F***ing Prince de Matthew López pour Prime Video, où il partage l'affiche avec Taylor Zakhar Perez. Le film est adapté du roman du même titre de Casey McQuiston, qui a atteint la liste des best-sellers du The New York Times peu de temps après sa publication en 2019,. Le film est mis en ligne le 11 août 2023 sur le service Prime Video. La même année, il joue dans la comédie Bottoms d'Emma Seligman aux côtés de la mannequin Kaia Gerber.
La même année, il devient égérie de la marque de luxe Fendi,.
En 2024, il interprète George Villiers, l'amant et favori du roi Jacques Ier d'Angleterre dans la mini-série Mary and George. Il s'agit de l'adaptation du roman The King's Assassin de l'auteur et journaliste britannique Benjamin Woolley (en), inspiré de l'affaire entre Jacques VI et Ier et George Villiers, 1er duc de Buckingham,.
La même année, il partage avec Anne Hathaway l'affiche de la comédie romantique L'idée d'être avec toi (The Idea of You) de Michael Showalter pour le service Prime Video, adaptéé du roman du même nom de Robinne Lee. Le film est mis en ligne le 2 mai 2024 sur le service Prime Video.
Le 9 mai 2024, après l'énorme succès de la comédie romantique My Dear F***ing Prince, l'adaptation du best-seller de Casey McQuiston, qui est entrée l'année dernière dans le top trois des comédies romantiques les plus regardées, Amazon MGM Studios a donné le feu vert au développement d'une suite, avec le retour Nicholas Galitzine et Taylor Zakhar Perez.
Le 29 mai 2024, il a été choisi pour jouer le Prince Adam / He-Man dans le film en live-action Masters of the Universe, basé sur la franchise Les Maîtres de l'univers (Masters of the Universe). Produit par Mattel Films, le film sera réalisé par Travis Knight, et écrit par le scénariste Chris Butler. Précédemment en développement chez Sony et Netflix, Amazon MGM Studios sortira le film en exclusivité dans les salles du monde entier le 5 juin 2026.
Le 7 juin 2024, il a été choisi pour jouer dans la comédie en live-action Three Bags Full: A Sheep Detective Movie réalisée par Kyle Balda, une adaptation du best-seller allemands de Leonie Swann publié en 2005, scénarisé par Craig Mazin. Hugh Jackman, Emma Thompson, Hong Chau, et d'autres seront les vedettes de la comédie d'Amazon MGM Studios. La sortie du film est prévue en exclusivité dans les cinémas du monde entier le 20 février 2026.
En 2025, il devient égérie des parfums Emporio Armani,,.

## Filmographie

### Cinéma
- 2014 : The Beat Beneath My Feet de John Williams : Tom
- 2016 : Free Dance (High Strung) de Michael Damian : Johnnie Blackwell
- 2016 : Un beau petit diable (Handsome Devil) de John Butler : Conor Masters
- 2017 : The Changeover de Miranda Harcourt et Stuart McKenzie : Sorensen Carlisle
- 2019 : Share de Pippa Bianco : A.J. kurier
- 2020 : The Craft : Les Nouvelles sorcières (The Craft: Legacy) de Zoe Lister-Jones : Timmy Andrews
- 2021 : Cendrillon (Cinderella) de Kay Cannon (en) : le prince Robert
- 2022 : Nos cœurs meurtris (Purple Hearts) d'Elizabeth Allen Rosenbaum : Luke Morrow
- 2023 : Bottoms d'Emma Seligman : Jeff
- 2023 : My Dear F***ing Prince (Red, White & Royal Blue) de Matthew López : le prince Henry
- 2024 : L'Idée d'être avec toi (The Idea of You) de Michael Showalter : Hayes Campbell

Prochainement
- 2026 : Three Bags Full: A Sheep Detective Movie de Kyle Balda
- 2026 : Masters of the Universe de Travis Knight : Adam Glenn / le Prince Adam / Musclor (He-Man en VO)
- 100 Nights of Hero de Julia Jackman : Manfred

### Télévision

#### Téléfilm
- 2017 : Ne vous promenez pas dans les bois... (The Watcher in the Woods) de Melissa Joan Hart : Mark Fleming

#### Séries télévisées
- 2015 : Legends : Angelo (saison 2, épisode 5)
- 2019 : Chambers : Elliott Lefevre
- 2024 : Mary and George : George Villiers, 1er duc de Buckingham (7 épisodes)

## Discographie

### Album
- 2024 : The Idea of You

### Singles
- 2022 : Comfort

### Singles promotionnels
- 2021 : Somebody to Love pour Cinderella (en)
- 2024 : Dance Before We Walk pour The Idea of You
- 2024 : Closer pour The Idea of You pour The Idea of You
- 2024 : Taste pour The Idea of You
- 2024 : The Idea of You pour The Idea of You (avec Anne-Marie)